# Jean Le Maingre (1366–1421)
Jean Le Maingre, zwany Boucicaut (1366–1421) – rycerz i marszałek Francji. 
Był synem Jeana Le Maingre, również marszałka Francji, po którym odziedziczył nie tylko imię i nazwisko, ale także przydomek Boucicaut.
Doświadczenie bojowe zdobywał między innymi u Krzyżaków w Prusach. Przybywał do Prus trzykrotnie w latach 1384, 1385 i 1390–1391. W 1388 odbył pielgrzymkę do Ziemi Świętej. Dowiódł swojej odwagi i gotowości do poświęcenia się dla innych, gdy dowiedział się, że hrabia Eu, również podróżujący do Palestyny, został uwięziony przez Egipcjan. Dobrowolnie oddał się w ich ręce, by dotrzymać towarzystwa szlachetnie urodzonemu koledze. Po uwolnieniu obaj kontynuowali pielgrzymkę. Brał udział w bitwie pod Nikopolis. Został wzięty przez Turków do niewoli i w przeciwieństwie do wielu innych jeńców, straconych na rozkaz sułtana Bajazyda, przeżył. Zapłacono za niego okup. Odznaczył się też w obronie Konstantynopola w latach 1398–1399. W latach 1401–1407 był gubernatorem Genui. Był jednym z francuskich dowódców w kolejnej odsłonie wojny stuletniej, wznowionej przez Henryka V Lancastera. Po bitwie pod Azincourt, stoczonej 25 października 1415, dostał się do angielskiej niewoli. Zmarł w Yorkshire, nie odzyskawszy wolności w 1421.
Był wzorem nie tylko męstwa, ale również rycerskiej kultury. Założył zakon rycerski Dame Blanche à l’Écu Vert, mający nieść pomoc kobietom, których krewni wyruszyli na wojnę. Do anegdoty przeszło jedno z jego powiedzeń. Kiedy na ulicy ukłonił się kapeluszem stojącym tam damom lekkich obyczajów, w odpowiedzi na drwiny ze strony innych szlachciców stwierdził, że woli oddać cześć dziesięciu takim paniom, niż zaniedbać uprzejmości wobec jednej cnotliwej kobiety.
O udziale marszałka Boucicauta w bitwie pod Nikopolis wspomina w utworze O Zawiszy Czarnym opowieść Karol Bunsch.

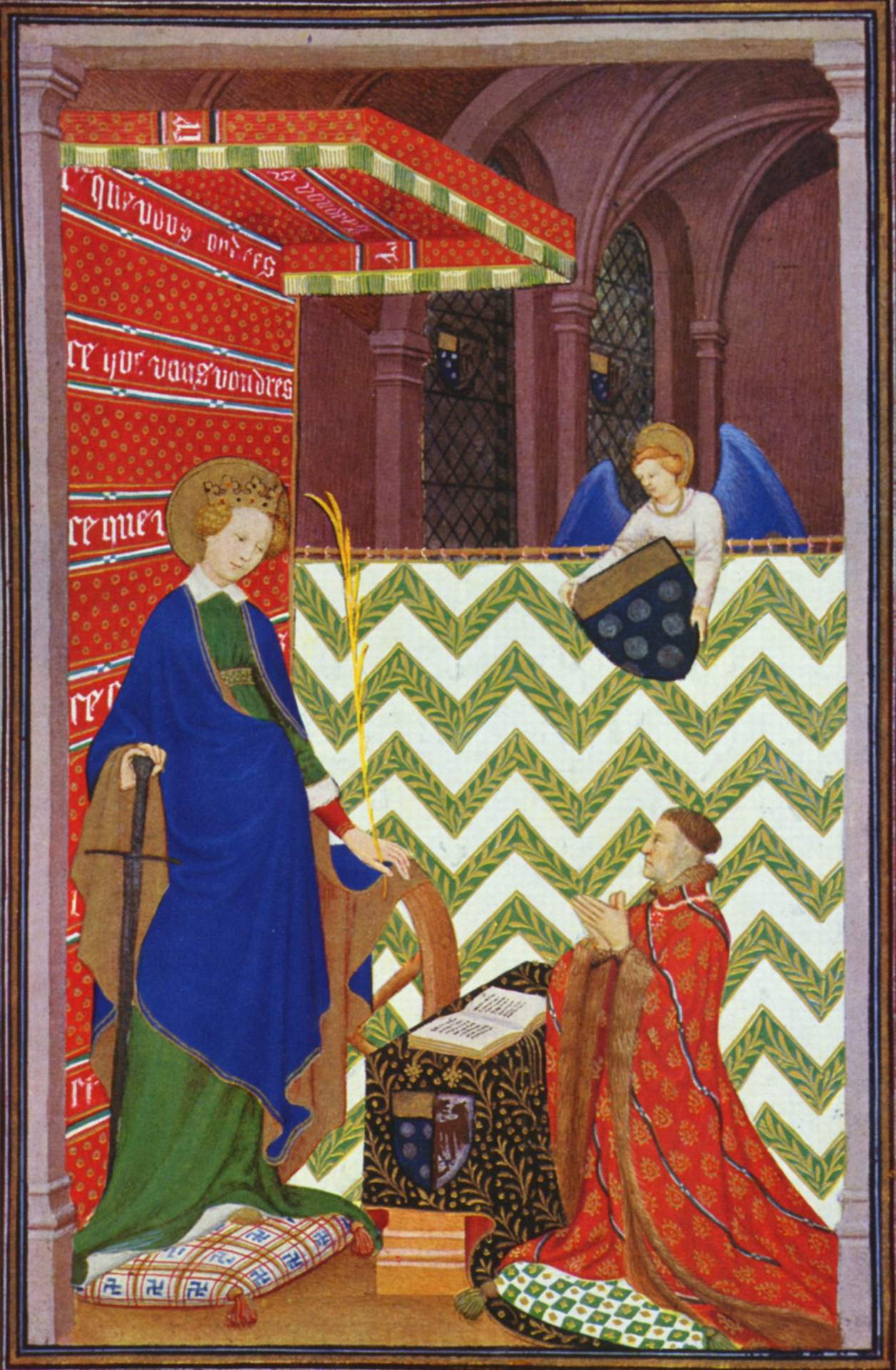
Marszałek Boucicaut modli się do świętej Katarzyny

Herb marszałka Boucicauta